# Моди (мифология)
Моди — бог воинской ярости в германо-скандинавской мифологии, сын Тора. Помогает в битве, наводя на противника страх. Повышает боевой дух и ярость воинов. Особенной популярностью пользовался среди норвежских берсерков. Моди должен выжить в день Рагнарёка и вместе с другим сыном Тора, единокровным братом, — Магни — создать новый мир.

## В популярной культуре
- Моди — один из боссов в игре God of War (2018)